# Hřbitov v Mařaticích
Hřbitov v Mařaticích je hlavní městský hřbitov v Uherském Hradišti, v části Mařatice. Nachází se na jihovýchodním okraji města, v ulici 1. Máje.   

## Historie

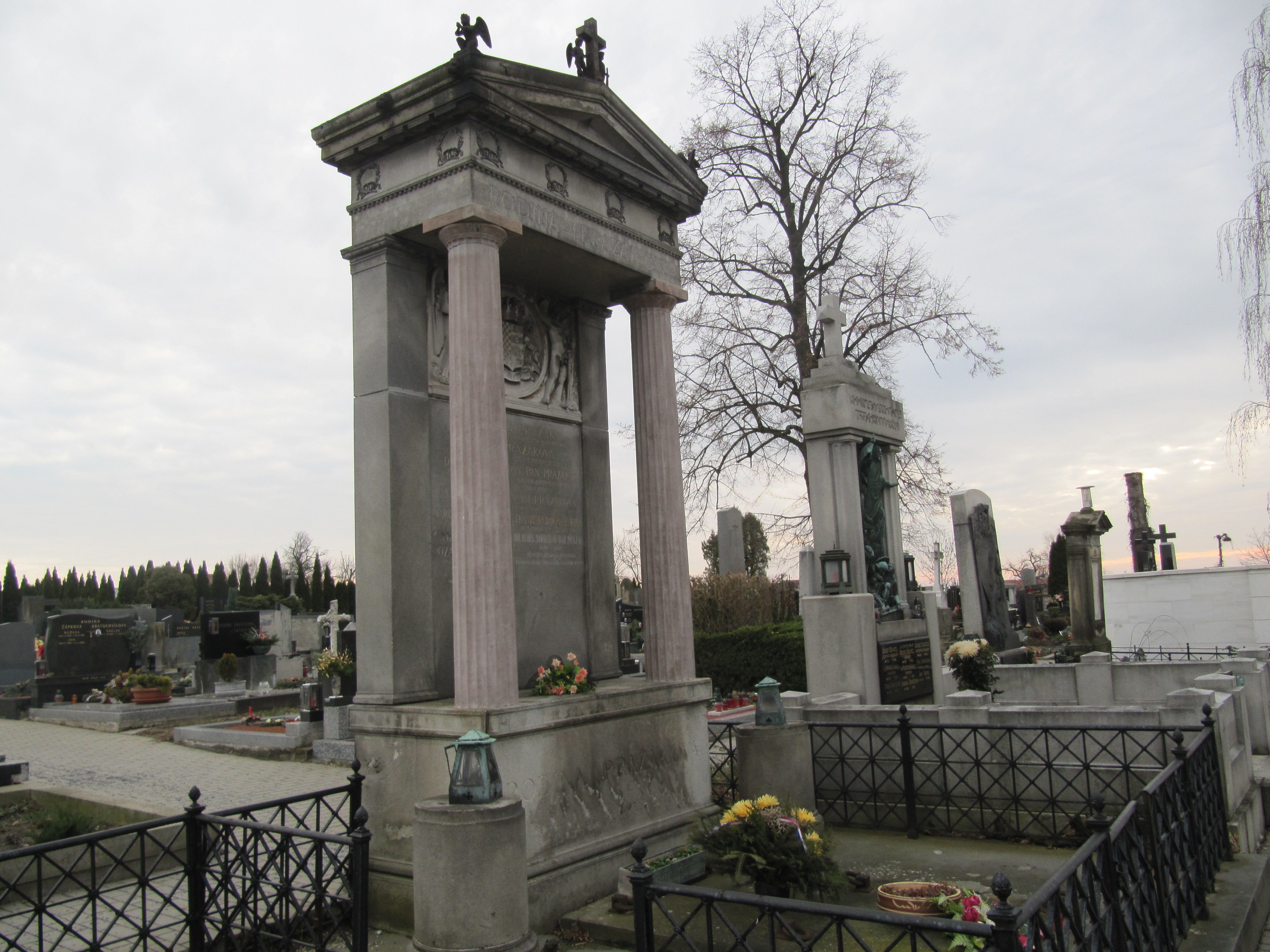
Hrobky z přelomu 19. a 20. století

Okolo mařatického raně barokního kostela Nanebevzetí Panny Marie se pohřbívalo již od jeho postavení roku 1614, hlavní hradišťský městský hřbitov zde byl zřízen roku 1784 po vydání nařízení císaře Josefa II. o zákazu pohřbívání uvnitř městských hradeb. Hlavní přestavba, včetně rozšíření, byla realizována v letech 1870 až 1871, areál se později ještě několikrát zvětšoval. Vstup tvoří sochařskými prvky zdobená brána s přilehlými budovami, které tvoří zázemí hřbitovní správy. Židovský hřbitov byl ve městě založen roku 1879 (později zničen a zrušen). Roku 1936 zde byla vyčleněn oddíl pro pohřbívání obyvatel Mařatic. Nachází se zde též busta ve městě žijící básnířky a spisovatelky Boženy Benešové, která je pohřbena v Praze.
Podél zdí areálu je umístěna řada hrobek významných obyvatel města, na místním vojenském hřbitově pohřbeni jsou na hřbitově i vojáci a legionáři bojující v první a druhé světové válce, stejně jako na 400 válečných uprchlíků z Haliče pohřbených začátkem roku 1916. 
V roce 1979 byla zbudována nová obřadní síň a sociální zařízení. V letech 2016 až 2017 prošel hřbitov rekonstrukcí. V Uherském Hradišti se nenachází krematorium, ostatky zemřelých jsou zpopelňovány povětšinou v krematoriu ve Zlíně.

## Osobnosti pohřbené na tomto hřbitově

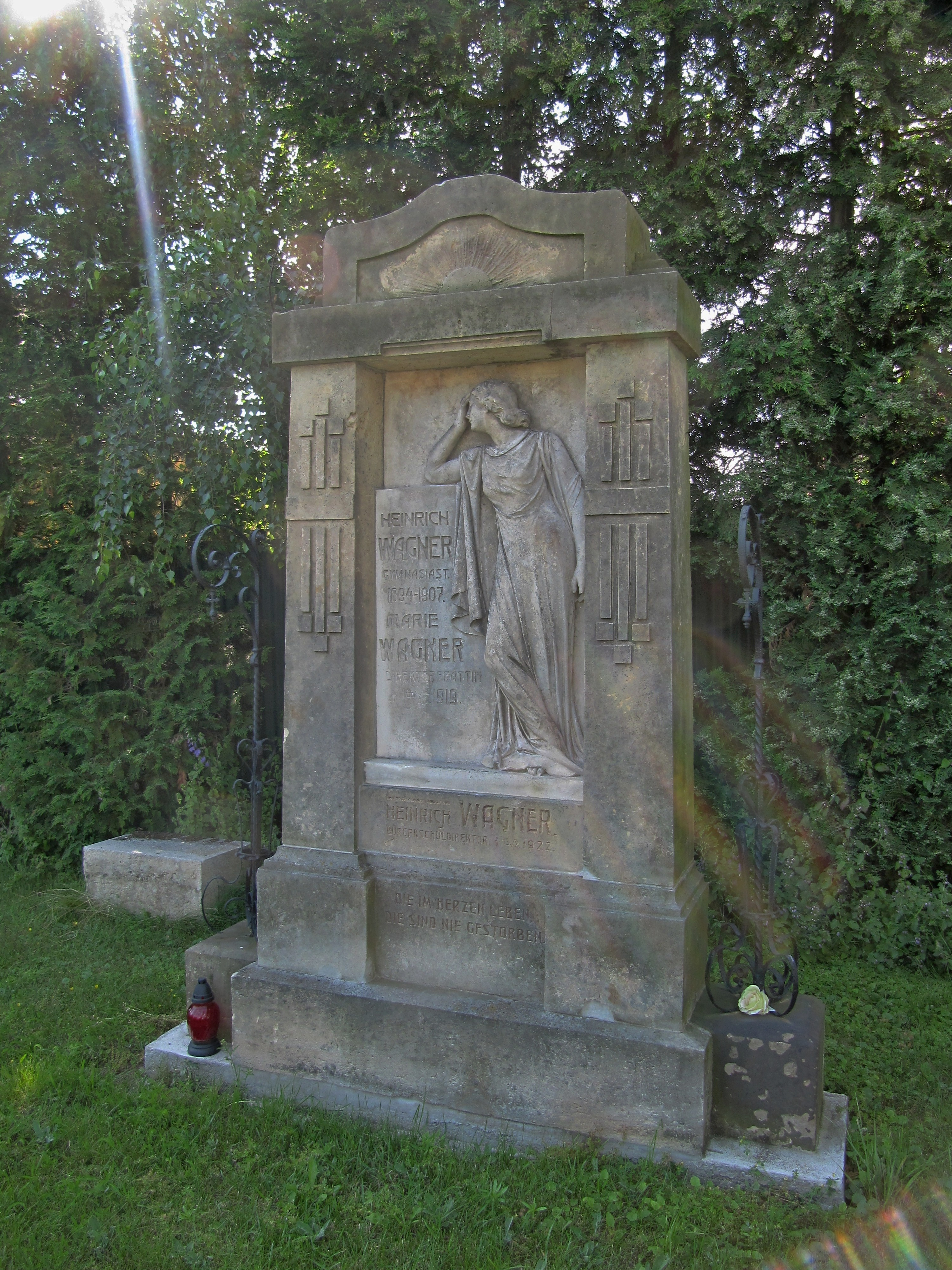
Hrob Heinricha Wagnera a jeho manželky

- Vladislav Vaculka (1914-1977) – akademický malíř, grafik, sochař a keramik
- Ida Vaculková  (1920-2003) –  keramička
- Jan Černý (1874–1959) – politik, ministr zásobování, později premiér Československa
- Jan Evangelista Protzkar (1820–1903) – starosta města, nositel rytířského řádu (autorem náhrobku Břetislav Kafka)
- Alois Pražák (1820–1901) – politik
- Josef Schaniak (1845–1905) – měšťan a stavitel
- František Beneš (1864–1940) – starosta města
- František Tomášů (1813–1877) – lékař, první primář městské nemocnice
- Hrobka rodiny Čundrlovy a Skálovy (autorem náhrobku Franta Uprka)
- Hrobka rodiny Stanclovy – rodina měšťanů a starostů města